# Štěnovický Borek
Štěnovický Borek (en allemand : Borek bei Stienowitz) est une commune du district de Plzeň-Ville, dans la région de Plzeň, en République tchèque. Sa population s'élevait à 606 habitants en 2022.

## Géographie
Štěnovický Borek se trouve à 11 km au sud-sud-est du centre de Plzeň et à 87 km au sud-ouest de Prague.
La commune est limitée par Štěnovice et Losiná au nord, par Chválenice à l'est, par Nebílovy au sud et par Čižice à l'ouest.

## Histoire
La première mention écrite de la localité date de 1379.

## Administration
La commune se compose de deux sections :
- Nebílovský Borek
- Štěnovický Borek

## Galerie

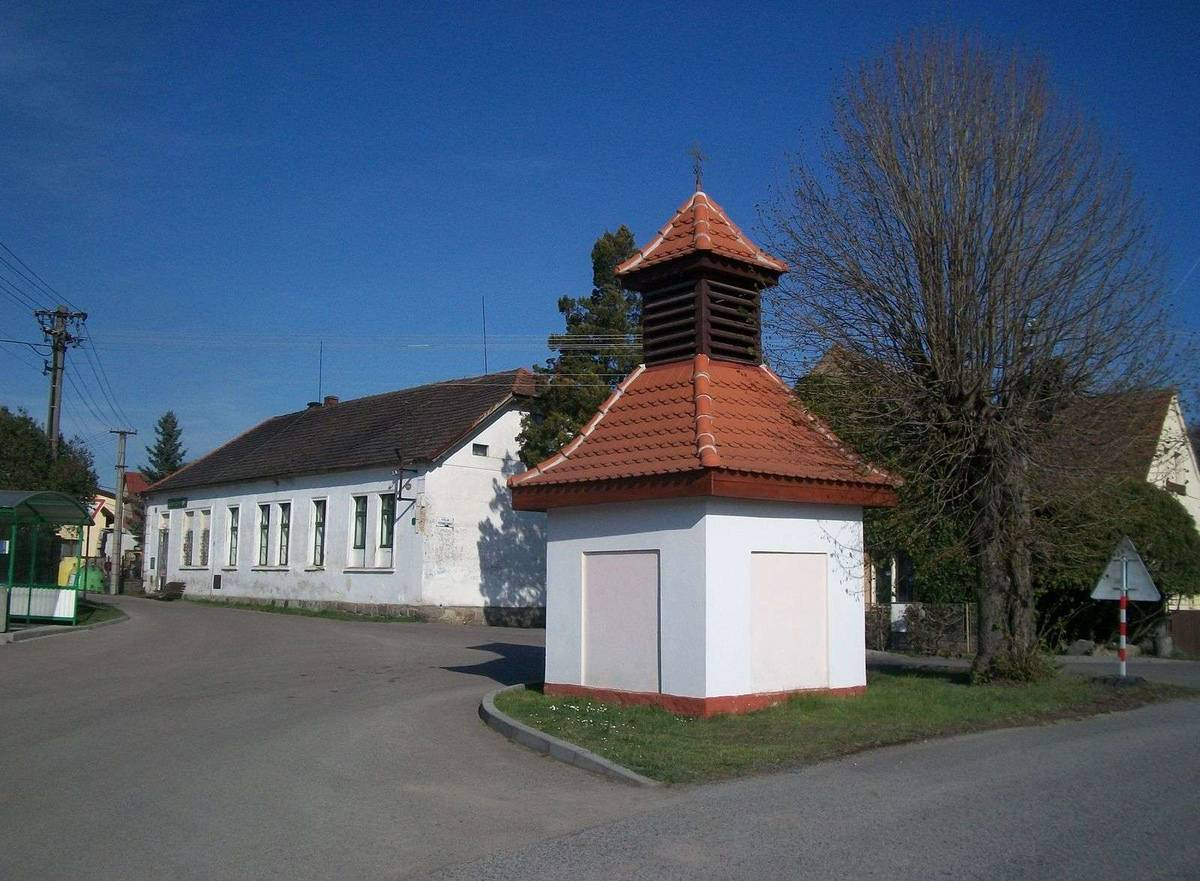
Chapelle à Štěnovický Borek.
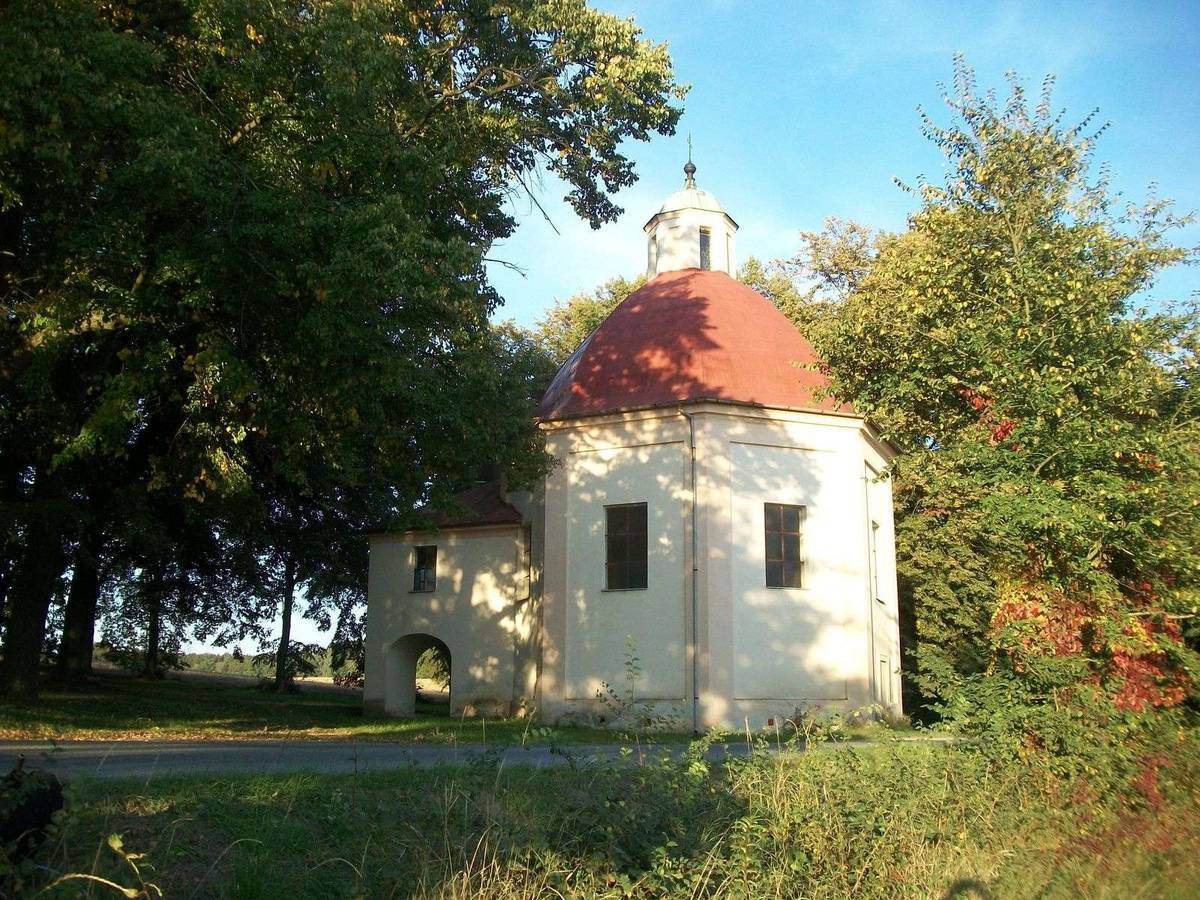
Chapelle Saint-Adalbert à Nebílovský Borek.

## Transports
Par la route, Štěnovický Borek se trouve à 8 km de Starý Plzenec, à 17 km de Plzeň et à 100 km de Prague.